# Itamarandiba (kommun)
Itamarandiba är en kommun i Brasilien.   Den ligger i delstaten Minas Gerais, i den sydöstra delen av landet, 600 km öster om huvudstaden Brasília. Antalet invånare är 32 177.
Följande samhällen finns i Itamarandiba:
- Itamarandiba

Omgivningarna runt Itamarandiba är huvudsakligen savann. Runt Itamarandiba är det glesbefolkat, med 13 invånare per kvadratkilometer.